# Geert Pieters Dik

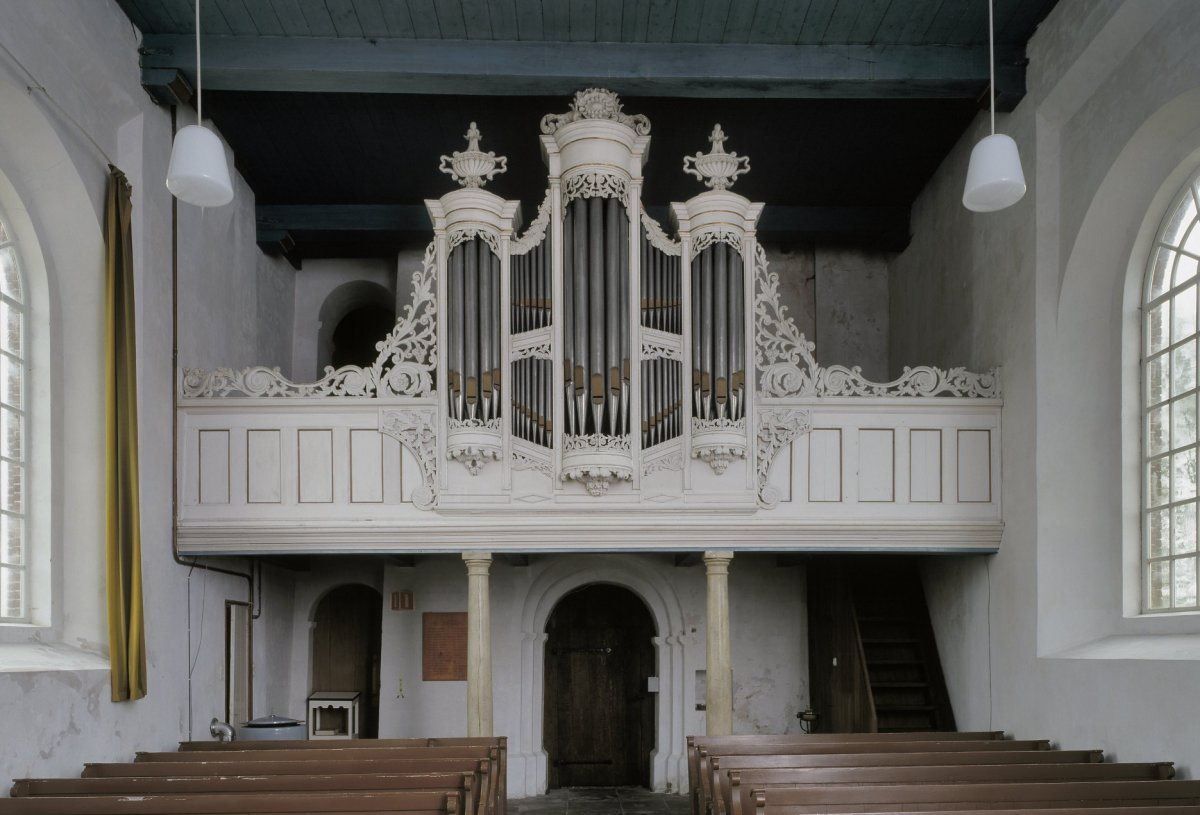
Orgel uit 1866 in de kerk van Doezum, het enige orgel van G.P. Dik dat nog bestaat.

Geert Pieters Dik (gedoopt Veendam, 18 augustus 1799 - Groningen, 17 maart 1870) was een Nederlands orgelbouwer. Hij was waarschijnlijk een leerling van Johannes Wilhelmus Timpe. In 1834 begon Dik voor zichzelf en was hij orgel-, piano- en meubelmaker, gevestigd aan de Herestraat te Groningen. Later werkte hij samen met twee van zijn zonen, die ook orgelbouwer waren.

## Orgels
Van de volgende kerken is bekend dat er een door Geert Pieters Dik gebouwd orgel gestaan heeft:
- Nieuwe Pekela, 1838 - Evangelisch-Lutherse kerk
- Lutjegast, 1842 - Hervormde kerk
- Hoogkerk, 1851 - Hervormde kerk. Tot zijn dood in 1870 had Dik het orgel in onderhoud.[3]
- Doezum, 1866 - Hervormde kerk (het enig bewaard gebleven orgel van de hand van Dik)

Adema · Gebroeders Van der Aa · Jacobus Armbrost · Bakker & Timmenga · Johann Bätz · Jonathan Bätz · Joseph Binvignat · Sander Booij · Martin Butter · Van Dam · Matthijs van Deventer · Geert Pieters Dik · Johannes Duyschot · Roelof Barentszn Duyschot · Bernhardt Edskes · Marten Eertman · Gerardus Elberink · Elbertse · Antoon van Elen · Flentrop · Dirk Flentrop · Heinrich Hermann Freytag · Rudolf Garrels · Justus Geerkens · Pieter Geerkens · Gradussen · Albertus van Gruisen · Willem van Gruisen · Nicolaas van Hagen · Willem Hardorff · Hendrik Hermanus Hess · Jan van den Heuvel · Jan Adolf Hillebrand · Albertus Antoni Hinsz · Bernard Petrus van Hirtum · Nicolaas van Hirtum · Cornelis Hoornbeek · Klop Orgels & Klavecimbels · Hermanus Knipscheer · Johan Frederik Kruse · Ernst Leeflang · Lohman · Jan van Loo · Michaël Maarschalkerweerd · Pieter Maarschalkerweerd · Abraham Meere · Roelf Meijer · Michaël Mercator · Carl Friedrich August Naber · Familie Niehoff · Cornelis van Oeckelen · Petrus van Oeckelen · Detlef Onderhorst · Pels & Van Leeuwen · Pereboom & Leijser · Elbert Pluer · Radersma · Joachim Reichner  · Reil · Cornelis Rogier · Mense Ruiter · Conradus Ruprecht II · Hans Wolff Schonat · Franciscus Cornelius Smits · Frans Casper Snitger · Johannes Stephanus Strümphler · Johannes Wilhelmus Timpe · Valckx & Van Kouteren · Kam & Van der Meulen · Henk Veeningen · Matthijs Verhofstadt · Vermeulen · Verschueren · Johannes Vollebregt · Jacobus Vollebregt · Van Vulpen · Christian Gottlieb Friedrich Witte · Johan Frederik Witte · Lodewijk Ypma · Jacobus Zeemans
Zuid-Nederlands orgelbouwer (voor 1830)